# Full Circle (album Pennywise)
Full Circle jest czwartym pełnym wydawnictwem punkrockowego zespołu Pennywise. Ukazało się ono na rynku 22 kwietnia 1997 roku. Płyta została wznowiona w wersji cyfrowej zremasterowanej 8 marca 2005 roku. Obie wersje ukazały się nakładem wydawnictwa Epitaph Records.
Jest to pierwsza płyta, która powstała po śmierci wieloletniego członka zespołu, basisty Jasona Matthewsa Thirska. Popełnił on samobójstwo 29 czerwca 1996 roku. Cały album jest poświęcony właśnie jemu. To właśnie Jason pisał większość piosenek dla zespołu. Był także bliskim przyjacielem wszystkich członków grupy. Tragicznie zmarłego basistę zastąpił członek zespołu One Hit Wonder – Randy Bradbury.

## Lista utworów
1. "Fight Till You Die" – 2:22
2. "Date With Destiny" – 2:55
3. "Get A Life" – 2:56
4. "Society" – 3:24
5. "Final Day" – 3:11
6. "Broken" – 2:46
7. "Running Out Of Time" – 2:21
8. "You'll Never Make It" – 2:35
9. "Every Time" – 3:37
10. "Nowhere Fast" – 2:56
11. "What If I" – 2:55
12. "Go Away" – 1:51
13. "Did You Really?" – 2:51
14. "Bro Hymn Tribute" 5:30

- Płyta zawiera ukrytą ścieżkę. Jest to rozbudowana wersja (ponad 10 minut) sola na pianinie, które otwierało płytę Unknown Road wydaną w roku 1993. Jest to hołd dla tragicznie zmarłego członka zespołu. Utwór występuje po chwili ciszy, która następuje po zakończeniu trzynastego utworu. Łącznie z tą ścieżką ostatnia piosenka trwa 23 minuty i 56 sekund.
- Ścieżka trzynasta – Bro Hymn, jest utworem wykonywanym na żywo. Piosenka ta w oryginale była zamieszczona na debiutanckiej płycie zespołu. W tej wersji zmieniono tekst w taki sposób, że utwór jednoznacznie poświęcony jest tragicznie zmarłemu basiście.

## Skład zespołu
- Eddie Ashworth – Producent, Inżynier, Miksy
- Milton Chan – Miksy
- Fletcher Dragge – Gitara
- Jesse Fischer – Projekt okładki
- Brett Gurewitz – Miksy
- Jim Lindberg – Wokal
- Byron McMackin – Perkusja
- Pennywise – Producent, Inżynier, Miksy, wykonanie projektu okładki
- Darian Rundall – Asystent Inżyniera, Miksy
- Eddy Schreyer – Mastering
- Jason Thirsk – Chórki
- Ronnie King – Pianino w ukrytej ścieżce

## Listy przebojów
Album – Billboard Magazine (Ameryka Północna)
| Rok  | Zestawienie       | Pozycja |
| ---- | ----------------- | ------- |
| 1997 | The Billboard 200 | 79      |